# Красная Поляна (Матвеевский район)
Кра́сная Поля́на — посёлок в Матвеевском районе Оренбургской области в составе сельского поселения Матвеевский сельсовет.

## География
Находится на расстоянии примерно 6 километров на север-северо-восток от районного центра села Матвеевка.

## Население
| 2010 |
| ---- |
| 41   |

Население составляло 102 человека в 2002 году (русские 39 %, чуваши 53 %), 41 по переписи 2010 года.